# حسن‌کهل
حسن‌کهل یکی از روستاهای استان آذربایجان شرقی است که در دهستان اوجان غربی بخش مرکزی شهرستان بستان‌آباد واقع شده‌است.این روستا ۶۰ نفر جمعیت دارد.